# Фолкландски острови
Фолкландските острови (на английски: Falkland Islands, понякога наричани и Фолклендски острови) са британска задморска територия, разположена на архипелаг в Южния Атлантически океан, на около 483 км (300 мили) източно от крайбрежието на Южна Америка, 1080 км западно от британската територия Южна Джорджия и Южни Сандвичеви острови (скалите Шаг) и 940 км северно от остров Елефант в Южните Шетландски острови, Антарктика. В испаноезичните източници се използва името Малвински острови (на испански: Islas Malvinas, по-рядко Islas Falkland). Островната група е с вулканичен произход, като се отличават два по-големи острова – Западен Фолкланд и Източен Фолкланд.
Островите са обект на вековен спор между Аржентина и Великобритания, който довежда до военен конфликт между двете държави през 1982 г., наречен Фолкландска война. Войната е спечелена от Великобритания и островите остават нейно отвъдморско владение, но Аржентина не се отказва официално от претенциите си.
На островите е разположена британската военновъздушна база Маунт Плезънт, а кралският флот редовно патрулира водите на Югозападния Атлантик от своята база в Меър Харбър близо до Маунт Плезънт. Фолкландците имат свои доброволчески Отбранителни сили на Фолкландските острови, както и въоръжени патрулни кораби, които контролират риболова в изключителната икономическа зона на островите.
Административен център на територията е град Порт Стенли. Останалата част на страната си фолкландците наричат „Кемп“ (Camp, местна фолкландска дума от испанското campo, поле). Икономиката се базира предимно на риболов, овцевъдство и туризъм, проучват се запасите от нефт в шелфа на островите. Населението към 2008 г. е 3140 души, от които 92% живеят в града. Повечето са от британски произход. Официалният език е английският.

## География
Фокландските острови имат обща земна площ 12 000 km2 и брегова линия с дължина около 1300 km. Архипелагът е съставен от два главни острова, Западен Фолкланд и Източен Фолкланд, плюс още 776 по-малки острова. Островният релеф е предимно планински, хълмист, с изключение на равнината на полуостров Лафония, образуващ южната част на Източен Фолкланд. Фокландските острови са съставени от части континентална кора, образувала се след разделянето на Гондвана и отварянето на южната част на Атлантика преди около 130 милиона години. Те са част от Патагонския шелф и отстоят на 480 km от Патагония (южната част на Аржентина).
Архипелагът е разположен на 51°40′, 53°00′ южна географска ширина и 57°40′, 62°00′ западна географска дължина. Двата главни острова са отделени от тесния Фолкландски проток, чиито дълбоки брегови вдлъбнатини образуват естествени пристанища. На Източен Фолкланд е разположен Порт Стенли (столица и най-голяма град), британска военна база, както и най-високата точка на островната група – връх Ъсборн (705 m).
Климатът е студен, ветровит и влажен океански. Променливостта на ежедневното време е типична за архипелага. Валежите са чести през половината година, възлизайки на средно 610 mm годишно при Порт Стенли. Спорадичен лек снеговалеж присъства почти целогодишно. Температурата обичайно се движи в граници между 21,1 и −11,1 °C в Порт Стенли. Силните западни ветрове и облачните дни са чести. Макар бурите да са чести, те рядко са тежки.

## История
Макар огнеземци от Патагония да посещават архипелага още от древността, островите са необитаеми, когато европейците ги откриват. Сведения за откриването им съществуват от 16 век, но не ясно дали първите изследователи са открили именно Фолкландските острови или някои други острови в южната част на Атлантика. Първото документирано слизане на островите се приписва на английския капитан Джон Стронг през 1690 г., който пътува към Чили и Перу и описва местния дивеч.
Фолкландските острови остават необитаеми до 1764 г., когато на Източен Фолкланд е основано селището Порт Луи от френския капитан Луи Антоан дьо Бугенвил. През 1766 г. е основано и първото британско поселение – Порт Егмънт на остров Сондърс от британския капитан Джон Макбрайд. Не е ясно дали всяко от селищата е знаело за съществуването на другото. През 1766 г. Франция предава териториалните си претенции към островите на Испания, която кръщава френската колония Пуерто Соледад на следващата година. Проблемите започват, когато Испания открива и превзема Порт Егмънт през 1770 г. Това за малко не довежда до война, но селището е възвърнато на Великобритания през 1771 г. и кризата приключва.
Както испанското, така и британското селища съществуват съвместно в архипелага до 1774 г., когато новите икономически и стратегически съображения на Великобритания водят до решението британците да напуснат островите на своя воля. Така Вицекралство Рио де ла Плата става единствен суверен на територията. Западен Фолкланд е оставен безлюден, а Пуерто Соледад започва да изпълнява главно функцията на затворнически лагер. Когато британците нападат Рио де ла Плата по време на Наполеоновите войни в Европа, губернаторът на островите евакуира островитяните през 1806 г. с изключение на гаучосите и рибарите, които доброволно решават да останат.
След този случай архипелагът е посещаван само от рибарски кораби, а политическият му статут не е оспорван до 1820 г., когато полковник Дейвид Джуът, капер, работещ за Обединените провинции на Южна Америка, информира закотвените кораби относно претенциите на Буенос Айрес от 1816 г. към испанските територии в южната част на Атлантика. Тъй като на островите няма постоянно население, през 1823 г. Буенос Айрес дава на разрешение на германския търговец Луис Вернет да се занимава с риболов и да се възползва от дивия добитък на островите. Той се настанява сред останките от Пуерто Соледад през 1826 г. и трупа ресурси на островите, докато залогът е достатъчно сигурен, за да се доведат още заселници и да се образува постоянна колония. Буенос Айрес обявяват Вернет за военен и цивилен командир на островите през 1829 г., а той се опитва да регулира риболова, за да спре чуждестранните кораби да ловят от китовете и тюлените на територията му. Това продължава до 1831 г., когато щатският кораб „Лексингтън“ напада островите и е обявено разпускането на островното правителство.
Вуенос Айре се опитва да задържи влиянието си над селището, като основава гарнизон там, но британски сили отново пристигат на островите през 1833 г. Аржентинската конфедерация, начело с Хуан Мануел де Росас, възразява срещу британските действия. Британските части напускат островите, без да оставят след себе си официално местно управление. Заместникът на Вернет, шотландецът Матю Брисбейн, се завръща на островите в същата година, за да възстанови бизнеса си, но усилията му бързо са възпрени в Порт Луи от гаучото Антонио Риверо, който повежда група от недоволни индивиди срещу него, убивайки него и още пет ръководни фигури в селището. Оцелелите се скриват в пещера на близкия остров до пристигането на британците. През 1840 г. Фолкландските острови са направени кралска колония, а шотландските заселници скоро основават официална пасторална общност. Няколко години по-късно, почти всички се преместват в Порт Джаксън, считайки го за по-добро място за управление, а търговецът Самюъл Лафон започва да насърчава британското колонизиране на архипелага.
Скоро след това Порт Джаксън е преименуван на Порт Стенли и става седалище на местното управление през 1845 г. Рано в историята си селището има лоша репутация поради загуби на товари – корабите, плаващи около нос Хорн, се отбиват до пристанището само в краен случай. Въпреки това, местоположението на Фолкландските острови се оказва идеално за поправки на кораби и за покупко-продажбата на повредени кораби и товарите им. Търговският интерес към островите обаче е минимален поради ниската стойност на кожите на дивите говеда, скитащи из островните пасища. Икономическият растеж започва едва през 1851 г., когато е основана овцевъдска компания, която внася на островите овце за производство на вълна. Корабният бизнес запада след 1870-те години, тъй като корабите с платна масово са изместени от параходи, а отварянето на Панамския канал през август 1914 г. на практика слага край на търговията на островите. Към 1881 г. Фолкландските острови вече са финансово зависими от Великобритания.
През първата половина на 20 век, Фолкландските острови играя важна роля в териториалните претенции на Великобритания към субантарктическите острови и част от Антарктида. Освен това архипелагът играе и малка роля в двете световни войни като военен преден пост в южната част на Атлантика. В хода на Първата световна война, през декември 1914 г., до островите се провежда морска битка, в която британският флот побеждава германска ескадра. В хода на Втората световна война, след битката при Ла Плата през декември 1939 г., повреденият тежък крайцер „Ексетър“ се насочва към Фолкландските острови за поправка. През 1942 г. батальон, пътуващ към Индия, се отклонява към Фолкландските острови като гарнизон поради страхове, че Японската империя ще превземе архипелага. След войната икономиката на островите е засегната от понижаващите се цени на вълната и политическата несигурност покрай подновения спор относно суверенитета им между Великобритания и Аржентина.
Напрежението между Великобритания и Аржентина се покачва през втората половина на 20 век, когато аржентинският президент Хуан Перон налага суверенитета си на архипелага. Спорът се засилва през 1960-те години, след като ООН приема резолюция относно деколонизацията, която е интерпретирана от Аржентина като благоприятна. През 1965 г. Общото събрание на ООН призовава двете държави да предприемат преговори, за да се постигне мирно решаване на спора. До 1968 г. Великобритания тайно дискутира прехвърлянето на островите на Аржентина, приемайки, че това решение ще бъде прието и от островитяните. През 1971 г. е постигнато споразумение за търговия между архипелага и Аржентина, която построява временно летище в Порт Стенли през 1972 г. Въпреки това негодуванието на фолкландците и силното им лобиране в парламента на Обединеното кралство силно възпрепятстват преговорите.
Затруднено с издръжката на Фолкландските острови във времена на бюджетни съкращения, правителството на Тачър отново повдига въпроса с прехвърлянето на островите на Аржентина. Преговорите спират към 1981 г., а диспутът ескалира с времето. През април 1982 г. разногласията прерастват във въоръжен конфликт с избухването на Фолкландската война, когато аржентинските въоръжени сили окупират островите, както и други британски владения в Атлантика (Южна Джорджия и Южни Сандвичеви острови). Британците отвръщат на удара и успяват да си възвърнат островите към юни месец. След войната, Великобритания увеличава военното си присъствие на островите, построявайки военновъздушна база. Войната оставя след себе си около 117 минни полета, съдържащи около 20 000 мини, включително противотанкови и противопехотни. Поради големия брой жертви при операциите за разминиране те са прекратени през 1983 г. Те са подновени отново чак през 2009 г. Дипломатическите отношения между Великобритания и Аржентина са възстановени през 1990 г., но те не са се подобрили по отношение на разрешаване на спора.

## Икономика
Икономиката на островите е една от най-малките с света, но БВП на глава от населението е много висок. Към 2016 г. нивото на безработицата е 1%, а инфлацията е 1,4%. Индексът на човешкото развитие е много висок – 0,874. Коефициентът на Джини е умерен – 37,17. Местната валута е фолкландски фунт и е фиксирана спрямо британския паунд.
Икономическото развитие напредва благодарение на кораборемонтния и овцевъдския отрасли. Правителството осигурява стабилен поток от приходи чрез установяването на изключителна икономическа зона около островите и продаване на разрешителни за риболов в нея. След края на Фолкландската война през 1982 г. икономическата дейност на острови все повече се фокусира върху туризма и проучването на петролни залежи. Проектите за развитие на образованието и спорта се финансират от местната фолкландска управа, без помощ от Великобритания.
Първичният сектор допринася най-много за БВП на архипелага, като само риболовът образува 50 – 60% от него. В селското стопанство работят около 10% от населението. Около една четвърт от населението работи в местното правителство. Туризмът се развива благодарение на прохождащия антарктически туризъм и създаването на преки въздушни връзки с Великобритания и Южна Америка.

## Население
Населението на островите е хомогенно и съставено главно от потомци на шотландски и уелски имигранти, които се заселват на тях след 1833 г. Преброяването от 2016 г. показва, че 43% от жителите са родени в архипелага. През 1983 г. е предоставено пълноправно британско гражданство на всички фолкландци.
Жителите на островите намаляват значително през 20 век, когато много млади островитяни се изнасят в търсене на образование, модерен начин на живот и по-добри възможности за работа. През последните години тази тенденция е компенсирана благодарение на имигранти от Великобритания, о. Света Елена и Чили. Преброяването от 2012 г. отчита, че 59% от населението се определят като фолкландци, а 29% като британци. Малък брой аржентинци също живеят на островите. Гъстотата на населението е ниска. Мъжете са повече от жените (53% към 47%).
Повечето островитяни (66%) се определят като християни (англиканство и римокатолицизъм), а 32% са атеисти.
Образованието следва английската система и е безплатно и задължително за жителите между 5 и 16 години.

## Биоразнообразие
Фолкландските острови са биогеографска част от меката антарктическа зона и имат тясна връзка с флората и фауната на Патагония. 63 вида птици се размножават на островите, от които 16 са ендемити. Наблюдава се и разнообразие от членестоноги на островите. Флората включва 163 местни васкуларни вида. Единственият местен бозайник на острови, фолкландският вълк, изчезва, след като е изтребен от европейските заселници.
Островите се посещават често от морски бозайници, като например видовете южен морски слон и южноамериканска морска котка, както и различни видове китоподобни. На необитаемите островчета се среща рядката ивичеста каракара. Архипелагът е дом на една от най-големите албатросови колонии на планетата. Отличават се и пет вида пингвини. Ендемичните риби около островите са главно от рода Galaxias. На Фолкландските острови няма гори и са покрити от вятъроустойчива растителност (малки храсти).
По-голямата част от площта на островите се използва като пасище за овцете. Сред интродуцираните видове са елени, зайци, лисици, мишки и котки.

## Галерия
- Катедралата Крайстчърч, Стенли
- Метална икона на Св. Никола от Георги Чапкънов в Законодателното събрание, Стенли
- Ферма в Кемпа